# Xi'an Aircraft Industrial Corporation
Xi'an Aircraft Industrial Corporation (chinois : 西安飞机工业) ou Xi'an Aircraft Company Limited (XAC) est un constructeur aéronautique public chinois fondé en 1958, aujourd'hui filiale de la holding China Aviation Industry Corporation. Il construit surtout des avions militaires, des avions de ligne mais également des turboréacteurs. 
Ses principaux clients sont la Force aérienne chinoise et l'aéronautique navale de la marine de l’armée populaire de libération.

## Aéronefs produits

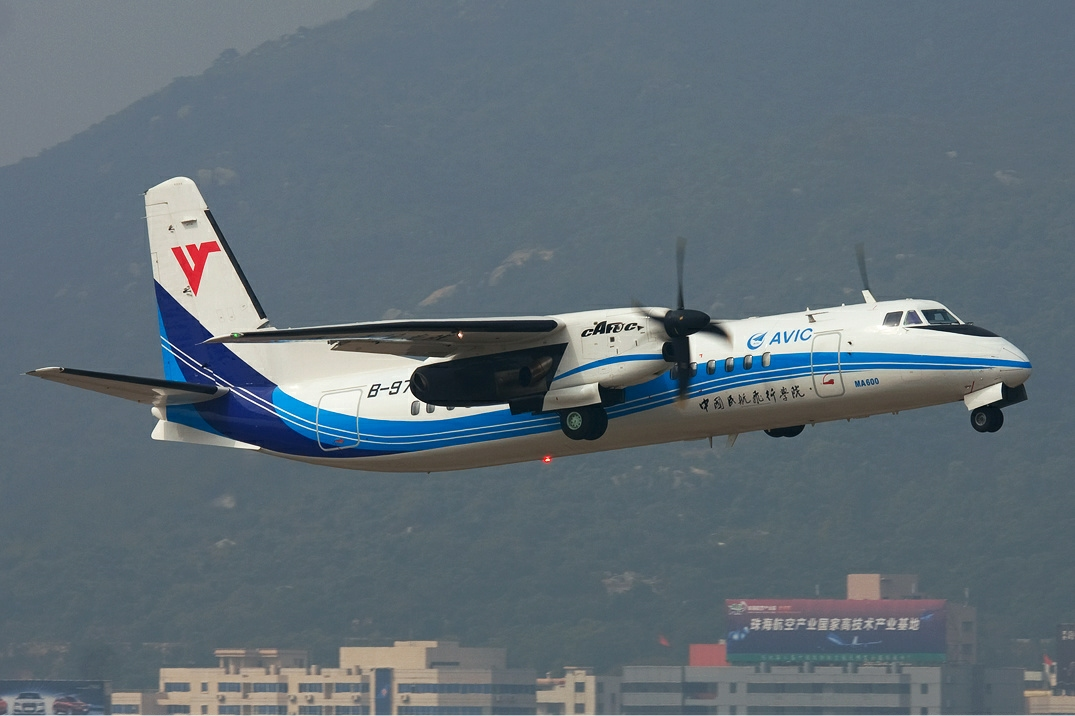
Xian MA-600.

- Xian H-6
- Xian HH-100
- Xian JH-7
- Xian MA60
- Xian MA700
- Xian Y-20
- Xian H-20